# Episodi di Doraemon (serie animata 1979) (quinta stagione)
Questa è la lista degli episodi della quinta stagione dell'anime 1979 di Doraemon.
In Giappone gli episodi sono stati trasmessi su TV Asahi fra il 7 gennaio e il 30 dicembre 1983; in Italia sono stati trasmessi su Italia 1 da Mediaset nel corso del 2004, in ordine sparso e spesso abbinandoli a episodi di ulteriori stagioni giapponesi.

## Episodi
| Nº Ja | Nº It | Titolo italiano Giapponese 「Kanji」 - Rōmaji | In onda           | In onda           |
| Nº Ja | Nº It | Titolo italiano Giapponese 「Kanji」 - Rōmaji | Giapponese        | Italiano          |
| 690   | 140   | Il set miracoloso 「神さまごっこ」 - Kami samagokko | 7 gennaio 1983    | 19 gennaio 2004   |
| 690   | 140   | Doraemon vorrebbe mangiare dei biscotti, ma non ha abbastanza soldi per comprarli; grazie al set miracoloso, in grado di esaudire un desiderio a pagamento, il robot riesce a ottenere ciò che vuole. Dopo aver usato il chiusky per aiutare gli amici, Nobita chiede alla madre il suo più grande desiderio; ella risponde che desidererebbe che il figlio prenda un bel voto a scuola e di conseguenza Nobita è costretto a stare sveglio di notte per studiare. |                   |                   |
| 691   | 148   | Il biancolibro 「まほうじてん」 - Mahoujiten | 14 gennaio 1983   | 29 gennaio 2004   |
| 691   | 148   | Dopo essere stato picchiato da Gian e Suneo, Nobita vorrebbe usare la magia per dare loro una lezione. Siccome non esistono libri per fare le magie, Doraemon dà a Nobita il biancolibro: scrivendo sulle sue pagine delle formule magiche esse funzioneranno realmente. I poteri magici però non sempre funzionano come sperato, dato che fanno volare Tamako e Shizuka con la scopa. Dopo essere riuscito a stendere a terra Suneo, Nobita incontra Gian e diventa invisibile, per poi prendere a calci il bullo. Poco dopo però diventa visibile e Gian riesce ad avere la meglio su di lui. |                   |                   |
| 692   | 138   | Le pillole primavita 「最初の感動を呼びさまそう」 - Saisho no kandou wo yobi samasou | 21 gennaio 1983   | 15 gennaio 2004   |
| 692   | 138   | Stufo dei ritmi scolastici, Nobita intende ritirarsi dalla scuola e trascorrere quella domenica a poltrire. Dopo che Doraemon ha dato una pillola primavita all'amico, egli si diverte con Shizuka, apprezzando ogni piccola cosa: infatti quelle pastiglie fanno apprezzare ogni cosa come se fosse nuova. Tornati a casa, Nobita e Doraemon sentono i genitori litigare e il robot offre loro delle pillole per farli innamorare di nuovo. Grazie al chiusky inoltre il ragazzo scopre di nuovo il piacere di andare a scuola. |                   |                   |
| 693   | 142   | Il ferma-attimo 「しゅん間固定カメラ」 - Shun kan kotei kamera | 28 gennaio 1983   | 21 gennaio 2004   |
| 693   | 142   | Nobita è preoccupato perché è stato invitato al concerto di Gian e, mentre cerca di sbarazzarsi dell'invito, trova in camera il ferma-attimo, una fotocamera capace di fermare momentaneamente gli oggetti e le persone a cui si scatta una foto. Grazie alla fotocamera Nobita e Doraemon riescono a immobilizzare Gian fino a sera: il concerto viene annullato. |                   |                   |
| 694   | -     | 「空とぶコエカタマリン」 - Sora tobu koekatamarin – "Il barattolo dei suoni urlanti" | 4 febbraio 1983   | inedito           |
| 695   | 146   | Il mondo nello specchio 「鏡の中の世界」 - Kagami no nakano sekai | 11 febbraio 1983  | 27 gennaio 2004   |
| 695   | 146   | Per aiutare Nobita a sfuggire da Gian e Suneo, Doraemon tira fuori uno speciale specchio che conduce in una dimensione parallela. Nobita però lo usa per non fare la spesa per la madre, dare una lezione a Gian e Suneo e divertirsi con Shizuka. A un certo punto lo specchio si rompe, vanificando la sua funzione. Doraemon riesce a risolvere il problema, per poi rimproverare il ragazzo. |                   |                   |
| 696   | 144   | I robot istantanei 「インスタントロボッ」 - Insutanto robotto | 18 febbraio 1983  | 23 gennaio 2004   |
| 696   | 144   | Doraemon deve andare e, per assicurarsi che Nobita svolga i compiti, decide di creare un suo sostituto grazie ai robot istantanei. Tuttavia il ragazzo riesce a spaventare il robot con un topo finto e a creare un robot a sua somiglianza per svolgere i compiti. In seguito deve estirpare le erbacce in giardino e decide di creare dei robot a somiglianza degli amici, affinché svolgano anche questo compito al suo posto. Inoltre promette alla madre che svolgerà altri lavori – che intende far fare ai robot – con l'intento di guadagnare soldi. Presto però Doraemon ritira i robot e Nobita viene rimproverato dalla madre. |                   |                   |
| 697   | 162   | Il libro umano 「人間ブックカバー」 - Ningen bukkukabaa | 25 febbraio 1983  | 13 febbraio 2004  |
| 697   | 162   | Il maestro di Nobita assegna alla classe il compito di leggere un libro. Nobita, a causa della sua pigrizia, non riesce a leggere neanche una pagina, così Doraemon tira fuori la copertina del libro umano: scrivendo su di essa il titolo di un libro e mettendo il chiusky in testa a una persona, ella sarà costretta a recitare gli avvenimenti del libro. Nobita e Doraemon decidono di far vedere il mondo del futuro a Dekisugi, affinché accetti di indossare la copertina. Il ragazzo inizia perciò a recitare L'isola misteriosa, finché non è esausto. Desideroso di sapere il resto del libro, Nobita lo chiede in prestito a Dekisugi, con gioia di Doraemon. |                   |                   |
| 698   | 150   | Il compito in classe 「テストはやっぱりこわい」 - Tesuto hayapparikowai | 4 marzo 1983      | 2 febbraio 2004   |
| 698   | 150   | Il maestro di Nobita riconsegna agli allievi un compito in classe: mentre a quest'ultimo e Gian va male, Suneo prende il voto massimo e, per paura che Gian non lo consideri più amico, decide di mentire dicendo di aver preso un pessimo voto e nascondendo la verifica in una buca sulla collina dietro la scuola. Curioso di sapere il voto di Suneo, Nobita chiede aiuto a Doraemon, che tira fuori il carta-radar, in grado di localizzare il compito seppellito, ma il chiusky trova solamente cartacce. Suneo intanto racconta alla madre di aver preso un bel voto ed è costretto ad andare a dissotterrare la verifica. Prima che possa farlo, Gian e Nobita riescono a trovare il punto dove la prova è stata sotterrata, ma Doraemon li convince a distruggere il compito, proprio quando Suneo e la madre arrivano sul posto. |                   |                   |
| 699   | 152   | Lo spray del ritorno 「位置固定スプレー」 - Ichikotei supureu | 11 marzo 1983     | 5 febbraio 2004   |
| 699   | 152   | Nobita vorrebbe che Gian gli restituisse un giornalino che gli ha prestato, ma il bullo non ne ha intenzione. Nobita intende pertanto usare lo spray del ritorno per farsi ridare il giornalino e ne dà una dimostrazione a Suneo e a un bambino. Più tardi Nobita decide di usare lo spray su di sé, ma finisce per rimanere senza cartella di scuola e senza vestiti. |                   |                   |
| 700   | 176   | Il regalo di compleanno 「アンケーターでプレゼント」 - Ankeutaa de purezento | 18 marzo 1983     | 24 febbraio 2004  |
| 700   | 176   | Nobita e Doraemon usano un chiusky per trovare il regalo per la festa di compleanno di Shizuka, ma sono tutte idee costose. Dopo aver scoperto i regali che Gian e Suneo le faranno, Nobita e Doraemon decidono di regalarle delle patate dolci da loro coltivate, facendo vergognare la ragazza, che scaccia in malo modo i due amici. |                   |                   |
| 701   | 156   | Il fan club 「ジャイアンのファンクラブ」 - Jaian no fankurabu | 25 marzo 1983     | 10 febbraio 2004  |
| 701   | 156   | Suneo si vanta con i suoi amici di essere andato al concerto di Ito Tsubasa con tanto di fan club. Invidioso, Gian chiede a Nobita e Doraemon di fondare anche lui un fan club. Grazie alla spilla crea fan club e al quartier generale del fan club, Doraemon riesce nell'intento; tuttavia quando Gian organizza un concerto, nessun ragazzo vuole presentarsi e il bullo si arrabbia con Nobita e Doraemon. Quest'ultimo è costretto ad alzare al massimo la potenza del chiusky al punto che i membri del club fanno la fila per i posti migliori già dal giorno prima. Capendo di aver esagerato, Gian decide di sciogliere il fan club. |                   |                   |
| 702   | 160   | Avventura nello spazio 「宇宙たんけんごっこ」 - Uchuu tankengokko | 1º aprile 1983    | 12 febbraio 2004  |
| 702   | 160   | Suneo invita Gian e Shizuka a giocare ad Avventura nello spazio, ma esclude Nobita; Shizuka, sdegnata dal comportamento dell'amico, decide di non giocare neppure lei. Nobita racconta l'accaduto a Doraemon, che tira fuori un chiusky in grado di simulare un'avventura spaziale. I due amici – insieme a Shizuka – partono all'avventura e, dopo alcuni contrattempi, arrivano su un pianeta primitivo fatto di gomma, dove sconfiggono dei mostri che vogliono attaccarli. Intanto Gian e Suneo vedono la navicella di Doraemon e, invidiosi, decidono di salirci. Tuttavia Gian finisce per far scoppiare il pianeta e i due si trovano aggrappati a una stella nello spazio. |                   |                   |
| 703   | 158   | Il potenzagel 「無敵メンコレータム」 - Muteki menkoreutamu | 8 aprile 1983     | 11 febbraio 2004  |
| 703   | 158   | A scuola Gian e Suneo obbligano Nobita a comprare dei tappi di bottiglia per giocare. Doraemon allora tira fuori uno speciale macchinario, in grado di stampare dei tappi con tanto di effigie a propria scelta, i quali vengono tutti vinti da Gian e Suneo. Su insistenza di Nobita, Doraemon è costretto a usare il potenzagel per rendere imbattibili i tappi di Nobita. Ciò però fa infuriare Gian e Suneo, che lo inseguono per fargliela pagare. Nobita quindi usa il potenzagel per mettere i bulli fuori combattimento, facendo in modo che vengano risucchiati in un tornado. |                   |                   |
| 704   | 164   | Gian in televisione 「ジャイアンテレビに出る」 - Jaianterebi ni deru | 15 aprile 1983    | 16 febbraio 2004  |
| 704   | 164   | Gian ordina a Suneo di chiedere all'amico di suo padre di poter fare il provino per cantare in televisione. Doraemon inizialmente pensa che sarà una cosa impossibile, ma poi gli viene un'idea. La mattina seguente Nobita rivela a Suneo di aver trovato il modo per far comparire Gian in televisione e, quella notte, Nobita, Doraemon e Gian vanno agli studi televisivi, dove quest'ultimo canta. Inizialmente Nobita è felice che il sogno del bullo si sia realizzato, ma il giorno dopo si ritrova inseguito da un gruppo di persone che hanno visto Gian in TV. |                   |                   |
| 705   | 168   | La fumettista 「まんがかジャイ子」 - Mangaka Jaiko | 22 aprile 1983    | 18 febbraio 2004  |
| 705   | 168   | Nobita si vanta con Gian e Suneo perché una sua storia è stata pubblicata su un libro. I due tuttavia non credono al ragazzo e Doraemon – arrivato sul posto – è costretto ad ammettere di aver usato un chiusky. Gian quindi supplica Doraemon e Nobita, affinché usino il chiusky per far felice Jaiko, la quale tanto desidera che un suo fumetto venga pubblicato su una rivista. I due amici accettano, ma sono costretti a portare avanti la messinscena con vari chiusky per evitare che Jaiko scopra la verità. Si ritrovano in difficoltà quando la ragazzina vuole essere pagata. Jaiko intanto si sorprende per il fatto che i suoi fumetti siano stati pubblicati sulle riviste e, dopo aver parlato con Suneo, si rende conto che non sono niente di eccezionale: ciò la fa desistere dal chiedere di essere pagata e decide di darsi da fare per migliorare. |                   |                   |
| 706   | 170   | La collana di Shizuka 「しずかのネックレス」 - Shizuka no nekkuresu | 29 aprile 1983    | 19 febbraio 2004  |
| 706   | 170   | Suneo insiste affinché Shizuka faccia vedere agli amici una costosa collana della madre, che però viene rotta da Gian. I ragazzi cercano le perle, ma cinque non si trovano e Nobita chiede aiuto a Doraemon, che con l'ostrica sfornaperle intende creare quelle perdute. Il piano funziona e Shizuka riporta la collana alla madre. Quella sera tuttavia la donna scopre l'accaduto e ognuno le chiede scusa per quanto fatto. Inoltre Shizuka trova le perle rimanenti e la madre gliele regala. |                   |                   |
| 707   | 166   | La barriera invisibile 「バリヤーポイント」 - Bariyaa pointo | 6 maggio 1983     | 17 febbraio 2004  |
| 707   | 166   | Per cercare di difendere Nobita dalla sfortuna, Doraemon gli presta la barriera invisibile, in grado di creare una barriera intorno a chi ha il chiusky. Il ragazzo però ne abusa, così Gian e Suneo, con un trucco, fanno in modo che la barriera non abbia più effetto e danno una lezione a Nobita. |                   |                   |
| 708   | 172   | L'impegnorobot 「やめさせロボット」 - Yamesase robotto | 13 maggio 1983    | 20 febbraio 2004  |
| 708   | 172   | Dopo una sgridata del maestro, Nobita decide di darsi da fare nello studio, ma continua ad addormentarsi, così Doraemon tira fuori l'impegnorobot: una volta fatta una promessa, se non mantenuta, il robot picchierà il diretto interessato. Il robot però va fuori controllo, così Doraemon e Nobita cercano di fermarlo facendo fare una promessa alla mamma e una al papà, ma in entrambi i casi le cose non vanno come previste. Quando Gian promette di non essere più manesco ma non mantiene la promessa, il robot inizia a picchiarlo: il problema per Nobita è risolto. |                   |                   |
| 709   | 194   | Il fusibile 「いやなことヒューズ」 - Iyanakoto hyuuzu | 20 maggio 1983    | 9 marzo 2004      |
| 709   | 194   | Nobita non vuole andare a scuola perché quel giorno ci sarà la corsa campestre e sa che arriverà per ultimo e sarà deriso dai compagni. Doraemon decide di dargli il fusibile per le cose odiose: se chi lo indossa deve fare qualcosa che non gli piace, il fusibile si romperà e non farà sentire niente alla persona, che sembrerà svenuta. Infatti, durante la corsa, il fusibile si rompe e Nobita viene ricoverato in infermeria. Nobita però convince Doraemon a farsi dare degli altri fusibili per poi usarli a suo vantaggio, facendo preoccupare la madre e gli amici. Infine, quando Doraemon lancia l'ultimo fusibile in giardino, Nobita va a recuperarlo, ma si trova coperto di punture di zanzare. |                   |                   |
| 710   | 174   | Il segreticane 「ヒミツゲンシュ犬」 - Himitsugenshu inu | 27 maggio 1983    | 23 febbraio 2004  |
| 710   | 174   | Dopo aver preso l'ennesimo zero a scuola, Nobita cerca di nascondere il voto, ma senza successo, finendo per rompere il pennino della stilografica del padre. Racconta poi l'accaduto a Doraemon, che decide di tirare fuori il segreticane: un chiusky che, una volta inseriti dei fogli con scritti dei segreti, fa in modo che vengano mantenuti; infatti ogni volta che Tamako sta per conoscere il pessimo voto del figlio succede qualcosa che la distrae. Dopo aver fatto usare il chiusky a Shizuka, Nobita viene fermato da Gian, il quale lo costringe a far sì che il chiusky custodisca centinaia di suoi segreti. Quella notte però il gadget esplode e Nobita viene sgridato dai genitori. |                   |                   |
| 711   | 178   | La capsula spaziale 「宇宙救命ボート」 - Uchuu kyuumei bouto | 3 giugno 1983     | 25 febbraio 2004  |
| 711   | 178   | Stufo delle ramanzine della madre, Nobita decide di fuggire con la capsula spaziale di Doraemon; tuttavia atterra su un pianeta identico alla Terra, dove tutto a scuola è molto facile. Più tardi un altro Nobita arriva a casa: è un extraterrestre, scappato di casa e fuggito sulla Terra dove ha preso il posto del vero Nobita. Dopo aver appreso la verità, il ragazzo si sente motivato e ritorna a casa. |                   |                   |
| 712   | 204   | Le caramelle fantasma 「うらめしドロップ」 - Urameshi doroppu | 17 giugno 1983    | 23 marzo 2004     |
| 712   | 204   | Dopo essere stato inseguito da Gian, Nobita vorrebbe vendicarsi e Doraemon tira fuori le caramelle fantasma: chi le mangia, durante la notte, diventerà per qualche minuto uno spettro. Grazie alle caramelle, Nobita e Doraemon fanno in modo che la madre di Gian sgridi il figlio varie volte; tuttavia il giorno dopo Gian è imbestialito con Nobita e inizia a picchiarlo. |                   |                   |
| 713   | 180   | Il detector cerca-chi 「ほしい人探知機」 - Hoshii nin tanchiki | 24 giugno 1983    | 26 febbraio 2004  |
| 713   | 180   | Nobita e i suoi amici trovano un gattino abbandonato; più tardi lo zio di Nobita fa visita alla famiglia, perché non riesce a vendere automobili. Doraemon pertanto tira fuori il detector cerca-chi, in grado di rintracciare chi ha bisogno di qualcosa. Dopo aver trovato una persona a cui vendere un'automobile, i due amici cercano qualcuno a cui dare il gattino, ma egli è povero e scrive fumetti. Fortunatamente trovano un editore al quale vendere i fumetti; grazie alla paga l'autore dei fumetti può portare a casa il gattino. Infine Gian ordina a Nobita e Doraemon di trovare un centinaio di persone disposte a sentirlo cantare, ma i due fuggono a gambe levate. |                   |                   |
| 714   | 184   | Le razzomatite 「ペンシルミサイル」 - Penshirumisairu | 1º luglio 1983    | 1º marzo 2004     |
| 714   | 184   | Nobita vuole vendetta verso Gian e Suneo; Doraemon gli dà le razzomatite: delle matite che, quando si preme il tasto su un telecomando, si trasformano in missili potenti. Dopo che i due hanno ricevuto un'esplosione, Nobita ruba trenta razzomatite da Doraemon, per far saltare in aria Gian e Suneo quando lo infastidiscono. I due però scoprono il trucco e decidono di impossessarsi del chisky, così Doraemon e Nobita devono passare al contrattacco. Il gruppo decide di fare la pace, ma le razzomatite partono comunque: dopo l'esplosione i ragazzi se la prendono con Doraemon. |                   |                   |
| 715   | 182   | La pozione trasformati 「変身ドリンク」 - Henshin dorinku | 8 luglio 1983     | 27 febbraio 2004  |
| 715   | 182   | Nobita vorrebbe correre più veloce dopo essere stato picchiato da Gian e, corrompendo Doraemon con un dorayaki, si fa dare la pozione trasformati, in grado di trasformare chi la beve in un animale qualunque per 6 ore. Nobita provoca Gian e Suneo, per poi scappare, ma non riesce a diventare un cavallo in tempo e viene malmenato. Decide allora di bere altre fiale e stuzzicare di nuovo i due: dopo essersi trasformato in un coniglio, perdendo la maglietta, fa scappare i due diventando un elefante. Dopodiché Nobita diventa vari animali spaventando le persone, ma avendo bevuto troppa pozione presto l'effetto va fuori controllo e il ragazzo si trasforma in ogni animale che vede, ma fortunatamente riesce a tornare a casa. |                   |                   |
| 716   | 186   | La targa del direttore 「家元かんばん」 - Iemoto kanban | 15 luglio 1983    | 2 marzo 2004      |
| 716   | 186   | Nobita vorrebbe insegnare agli amici a costruire una nuova figura al ripiglino, ma essi non sono interessati. Tornato a casa, il ragazzo scopre che il direttore conta ancora più degli insegnanti e vorrebbe aprire una scuola di ripiglino. Grazie alla targa del direttore Nobita fonda una scuola di ripiglino che attira tanta gente, così Doraemon, con la casa poster accogliente, aggiunge alla casa una stanza per tenere le lezioni. Suneo intanto fa sostituire la targa e, di conseguenza, tutti se ne vanno dalla scuola di Nobita. |                   |                   |
| 717   | 188   | La collezione 「のび太はいかが」 - Nobita haikaga | 22 luglio 1983    | 3 marzo 2004      |
| 717   | 188   | Gian e Suneo scherniscono Nobita perché non fa nessuna collezione, così quest'ultimo, in un impeto di ira, afferma di avere una collezione gigantesca. I due però vogliono vederla quindi il ragazzo chiede aiuto a Doraemon: dopo numerose insistenze il gatto usa un chiusky per creare dei gadget di giganto-robot che non si trovano ancora in commercio. Nobita però scopre il trucco così decide di creare dei gadget a sua somiglianza, ma nessuno li vuole. A peggiorare la situazione Nobita dovrà pagare i gadget che ha fatto fare al chiusky. |                   |                   |
| 718   | 192   | Il tutto 10 「10円なんでもストア」 - 10 en nandemo sutoa | 29 luglio 1983    | 5 marzo 2004      |
| 718   | 192   | Nobita vorrebbe un giornalino e Doraemon dei dorayaki, ma l'edicola è chiusa e i dolcetti sono finiti. Doraemon tira fuori il tutto 10 – un supermercato in miniatura dove poter ottenere ciò che si desidera a 10 ¥ – grazie al quale i due amici possono ottenere quello che desiderano. Inoltre Nobita fa usare il chiusky a Shizuka per vedere un film e mangiare dei dolci. Gian e Suneo vorrebbero usarlo, ma è rimasto un solo foglio per le ordinazioni. I due inseguono Nobita e Doraemon, i quali "ordinano" un poliziotto, che ferma i bulli. Nobita e Doraemon però si trovano inseguiti dall'agente, che vuole sapere dove deve andare. |                   |                   |
| 719   | 200   | Il problema di Dekisugi 「物体電送アダプター」 - Buttai densou adaputaa | 5 agosto 1983     | 17 marzo 2004     |
| 719   | 200   | Dekisugi è triste perché ha preso un voto più basso e viene consolato da Shizuka. Nobita intanto deve consegnare dei documenti al padre, ma vorrebbe studiare, così Doraemon usa l'adattaoggetti-fono per consegnare i documenti attraverso il telefono. Dopo aver usato il chiusky per fare uno scherzo a Shizuka, quest'ultima chiede a Nobita e Doraemon di usare il dispositivo per aiutare Dekisugi, che ogni notte viene tormentato dalle chiamate di una persona misteriosa. Quella notte i due vanno da Dekisugi e, grazie al chiusky, scoprono che l'autore delle telefonate è il secondo della classe, invidioso đi Dekisugi, che decide di perdonarlo. |                   |                   |
| 720   | 196   | La casa sentimentale 「しずかちゃんとスイートホーム」 - Shizukachanto suiitohoumu | 19 agosto 1983    | 11 marzo 2004     |
| 720   | 196   | Nobita è geloso perché Dekisugi ha regalato a Shizuka una sciarpa. Doraemon tira fuori la casa sentimentale, in grado di far innamorare le due persone che vi entrano dentro. Nobita invita Shizuka e i due si corteggiano a vicenda, finché la ragazza esce ed entra Jaiko, che si innamora di Nobita. Tuttavia entra anche Gian, che si innamora di Suneo. |                   |                   |
| 721   | 202   | L'assicurazione 「しあわせ保険機」 - Shiawase hoken ki | 26 agosto 1983    | 19 marzo 2004     |
| 721   | 202   | Nobita è triste perché Tamako ha rotto un suo robot, così Doraemon tira fuori un robot capace di stipulare un'assicurazione sui giocattoli e sui libri, ma il ragazzo non è d'accordo. Infine Nobita stipula una polizza con l'intento di guadagnare dei soldi con un trucco, ma le cose non vanno come sperato. |                   |                   |
| 722   | 198   | Il bastone animato 「たましいステッキ」 - Tamashii sutekki | 2 settembre 1983  | 15 marzo 2004     |
| 722   | 198   | Doraemon è arrabbiato per la grande dose di maleducazione e Doraemon gli dà il bastone animato colpendo qualcosa col bastone gli si darà vita e potrà parlare. Nobita anima il vicinato e la casa, ma presto la situazione degenera e Doraemon è costretto ad annullare l'effetto. |                   |                   |
| 723   | 190   | Il vestito volante 「空とぶドレス」 - Sora tobu doresu | 9 settembre 1983  | 4 marzo 2004      |
| 723   | 190   | Suneo ingaggia Jaiko, Gian e Nobita per la realizzazione di un film, ma quest'ultimo decide di andarsene, dopo che Gian gli ha dato un pugno. Fugge da Shizuka, la quale vorrebbe cucire dei vestiti per lei, così Nobita le dà della stoffa lasciata incustodita da Doraemon. Poco dopo Nobita si fabbrica un mantello da supereroe con la stoffa di Doraemon e inizia letteralmente a volare. Doraemon spiega quindi all'amico che quella stoffa è in realtà un tappeto volante, non molto sicuro durante il volo; realizzando l'errore Nobita e Doraemon si recano da Shizuka, che sta girando il film di Suneo, per assicurarsi che non le succeda niente. Fortunatamente il vestito vola via quando Shizuka sta per fare il bagno. |                   |                   |
| 724   | -     | 「しりとり変身カプセル」 - Shiritorihenshinkapuseru – "La capsula di trasformazione" | 16 settembre 1983 | inedito           |
| 725   | 264   | La tavola dei dieci 「十戒石板」 - Jukkai sekiban | 23 settembre 1983 | 29 settembre 2004 |
| 725   | 264   | Tamako è stufa del disordine di Nobita e decide di togliergli 10 ¥ per ogni infrazione. Doraemon allora tira fuori la tavola dei dieci – riferimento alle tavole dei dieci comandamenti – sulla quale si possono scrivere dieci consigli e norme: chi li infrange riceverà un fulmine. Nobita tuttavia usa il chiusky per fissare regole esclusivamente a suo vantaggio e, quando torna a casa, trova una regola scritta da Doraemon appesa alla porta. Credendo sia stata Tamako, Nobita intende punirla scrivendo la regola "non fissare mai regole assurde", ma è il ragazzo a essere fulminato a causa della sua precedente condotta. |                   |                   |
| 726   | 206   | L'aereo autoguidato 「でんしょひこうき」 - Denshohikouki | 30 settembre 1983 | 25 marzo 2004     |
| 726   | 206   | Mentre Nobita gioca a baseball, viene distratto dalla madre, che gli affibbia l'incarico di consegnare dei documenti a Nobisuke. Siccome Nobita teme che se non tornasse a giocare Gian e Suneo gli torceranno il collo, Doraemon consegna al padre i documenti con l'aereo autoguidato: un foglio che, piegato a forma di aeroplano, consegnerà quello che si mette sopra al destinatario, per poi ritornare da dove è partito. Poco dopo Nobita usa l'aereo per riportare a Shizuka un libro che gli aveva prestato; la ragazza usa a propria volta il chiusky per prestare a Nobita un altro libro, ma l'aereo viene abbattuto da Gian e Suneo. I due, desiderosi di vendetta, mettono nell'aereo un messaggio irriverente, così Nobita e Doraemon risalgono agli autori grazie al chiusky e fanno in modo che Suneo e Gian siano inseguiti dalla madre di quest'ultimo. |                   |                   |
| 727   | 268   | Il camino locomotore 「ＳＬえんとつ」 - SL entotsu | 7 ottobre 1983    | 5 ottobre 2004    |
| 727   | 268   | Gian, Suneo e Shizuka si allenano per la maratona scolastica; Nobita tuttavia sta in casa, perché sa già che arriverà ultimo, lasciando deluso Doraemon. Dopo aver visto in TV una locomotiva a vapore, Doraemon decide di dare all'amico il camino locomotore: chi lo mette in testa diventerà veloce come una locomotiva. Il camino però produce tantissimo fumo, che causa dei danni a delle persone; di conseguenza Tamako proibisce a Doraemon e Nobita di usare il chiusky. |                   |                   |
| 728   | 212   | Il talento naturale 「能力カセット」 - Nouryoku kasetto | 14 ottobre 1983   | 2 aprile 2004     |
| 728   | 212   | Nobita è preoccupato perché il giorno dopo avrà un compito in classe di matematica e, nel caso in cui non vada bene, rischia di tornare alla scuola materna. Doraemon pertanto convince l'amico a mettersi sotto nello studio, ma poco dopo Tamako entra in camera e chiede a Nobita di andare a comprare una lampadina nuova. Siccome il negozio è parecchio lontano, Doraemon dà a Nobita le cassette delle capacità con su registrate le abilità di varie persone; inserendo queste audiocassette nel proprio petto si avrà la suddetta capacità fino alla fine del nastro. Dopo la commissione, Nobita usa – nonostante Doraemon non voglia – la cassetta del matematico, che gli permette di completare in fretta gli esercizi di matematica e di svolgere perfettamente il compito. Inoltre usa la casetta campione di baseball quando Gian e Suneo lo fanno giocare in tale sport. Più tardi Nobita usa la cassetta del pensatore, che fa riflettere il ragazzo sul suo sbaglio, così restituisce le cassette a Doraemon, il quale rimane confuso. |                   |                   |
| 729   | -     | 「へやこうかんスイッチ」 - Heyakōkansuitchi – "L'interruttore cambio camera" | 21 ottobre 1983   | inedito           |
| 730   | 214   | La gara di pesca 「みせかけつり針」 - Misekaketsuri hari | 28 ottobre 1983   | 6 aprile 2004     |
| 730   | 214   | Un amico sbruffone di Nobisuke si vanta di aver preso un pesce lungo 46 cm. Doraemon decide pertanto di far credere all'amico di Nobisuke che quest'ultimo abbia pescato un pesce ancora più grande con l'amo dell'illusione, capace di ingrandire i pesci che abboccano a esso. Nobita e Doraemon prendono in prestito un pesce da Suneo e lo fanno diventare enorme grazie all'amo, per poi mostrarlo allo sbruffone. Egli però coinvolge Nobisuke in una gara di pesca, alla quale Doraemon sostituisce l'amo del padre con il chiusky, che per errore si attacca a Doraemon. Nobisuke finisce quindi per pescare Doraemon ingrandito e lo scambia per un mostro marino. |                   |                   |
| 731   | 210   | La princi luna 「かぐやロボット」 - Kaguya robotto | 4 novembre 1983   | 31 marzo 2004     |
| 731   | 210   | Doraemon riceve per errore la princi luna; tuttavia Nobita apre il pacco e, seguendo le istruzioni, fa "nascere" una ragazzina robotica di nome Luna, che fa subito amicizia con Nobita, Shizuka, Gian e Suneo. Più tardi un uomo che ha perso la figlia in un incidente stradale chiede a Nobita se può adottare Luna e lui accetta. |                   |                   |
| 732   | 218   | Il prenota-tutto 「貸し切りチップ」 - Kashikiri chippu | 11 novembre 1983  | 13 aprile 2004    |
| 732   | 218   | Nobita è stufo che quando si prenota per qualcosa qualcuno gli passi avanti – ad esempio mentre guarda la TV il padre pretende di cambiare canale – così Doraemon tira fuori il prenota-tutto, che permette di prenotare l'uso di un oggetto. Dopo aver usato il chiusky per giocare a un videogioco di Suneo, Nobita lo utilizza per vedere un film al cinema insieme a Shizuka, la quale tuttavia vorrebbe trascorrere il tempo con Dekisugi. |                   |                   |
| 733   | 220   | L'interessa-libro 「本の味の友」 - Hon no aji no tomo | 18 novembre 1983  | 15 aprile 2004    |
| 733   | 220   | Nobisuke ha regalato a Nobita la biografia di Albert Schweitzer, ma il ragazzo non l'ha letta, lasciando scontento il padre. Per convincere Nobita a leggere il libro, Doraemon usa un chiusky in grado di rendere interessante anche il libro più noioso, addirittura un dizionario o un elenco telefonico. Nel frattempo Nobisuke nasconde una busta con delle banconote nel libro e, mentre Nobita lo legge, trova la busta; il padre cerca invano di convincerlo a farsi dare il libro. |                   |                   |
| 734   | 216   | La pompa recupera-tempo 「むだ時間とりもどしポンプ」 - Muda jikan torimodoshi ponpu | 25 novembre 1983  | 8 aprile 2004     |
| 734   | 216   | Nobita deve fare i compiti, una commissione e restituire un libro a Suneo. Tuttavia si mette a dormire e arriva sera che non ha fatto nulla di ciò. Siccome la macchina del tempo è rotta, Doraemon tira fuori la pompa recupera-tempo, grazie alla quale chi la usa può recuperare del tempo, mentre tutto intorno si ferma. Grazie all'effetto del chiusky, riesce a portare a termine le tre cose. |                   |                   |
| 735   | 222   | Il cemento della determinazione 「決心コンクリート」 - Kesshin konkurito | 2 dicembre 1983   | 19 aprile 2004    |
| 735   | 222   | Nobita è determinato ad andare avanti nelle sue scelte, ma Doraemon gli spegne inavvertitamente l'entusiasmo, così gli fa ingoiare il cemento delle determinazione: chi lo mangia dovrà mantenere i suoi propositi. Nobita è pertanto costretto a terminare i compiti, nonostante Shizuka, Gian e Suneo vogliano giocare con lui e abbia necessità di andare in bagno. Più tardi Gian se la prende con Nobita per non aver giocato a baseball; Doraemon allora convince l'amico ad affrontarlo e gli dà i guantoni della parità, in grado di dare la stessa forza dell'avversario. Nobita decide di ingoiare il cemento nuovamente, promettendo che non tornerà a casa finché non batterà Gian, ma finisce per rompere un guantone. Quando Doraemon riesce a ripararlo, Gian è già andato a letto e Nobita è costretto ad aspettare il giorno dopo per sfidarlo, non potendo neanche tornare a casa. |                   |                   |
| 736   | 226   | Nobita l'animalista 「動物変身恩返しグスリ」 - Doubutsu henshin ongaeshi gusuri | 9 dicembre 1983   | 23 aprile 2004    |
| 736   | 226   | Nobita rimane affascinato da La gratitudine della gru e convince Doraemon a tirare fuori la medicina trasforma-animali e restituisci-favori. Dopo aver salvato un cagnolino, Doraemon usa il chiusky su di esso, che gli ricambia il favore. Poco dopo Nobita usa anche lui il chiusky su un gatto, ma finisce per causargli solo guai. Infine il chiusky cade su delle formiche che, rischiando di affogare, buttano Nobita in un corso d'acqua. |                   |                   |
| 737   | 224   | Il guanto magico 「タッチ手ぶくろ」 - Tacchi te bukuro | 16 dicembre 1983  | 21 aprile 2004    |
| 737   | 224   | Doraemon trova Nobita intento a pulire l'aula di scuola dopo le lezioni, siccome Gian e Suneo – a cui sarebbe spettato – sono andati a giocare a baseball. Doraemon allora dà all'amico il guanto magico, che permette di scambiare il proprio posto con un'altra persona. Dopo aver toccato col guanto Gian e Suneo, Nobita non vuole restituire il chiusky a Doraemon e continua a usarlo a suo vantaggio. Tuttavia quella sera, quando sta per rientrare a casa, cade a terra e tocca un uomo: l'uomo va a dormire al posto di Nobita, mentre quest'ultimo deve trascorrere la notte fuori. |                   |                   |
| 738   | 266   | Pattini passe-partout 「どこでも誰でもローラースケート」 - Dokodemo dare demo rouraasukeuto | 23 dicembre 1983  | 1º ottobre 2004   |
| 738   | 266   | Dopo aver visto gli amici pattinare, Nobita vorrebbe imparare ma è una frana, così Doraemon gli fa indossare i pattini passe-partout in grado di far pattinare chiunque su qualunque superficie. Nobita e Doraemon coinvolgono Shizuka, ma si uniscono anche Gian e Suneo, i quali presto si prendono gioco di Doraemon e, a causa della loro imprudenza, si ritrovano in cima a un pallone pubblicitario. Doraemon, Nobita e Shizuka sono quindi costretti ad andare a salvarli. |                   |                   |
| 739   | 228   | L'album dei ricordi 「あとからアルバム」 - Atokara arubamu | 30 dicembre 1983  | 27 aprile 2004    |
| 739   | 228   | Nobita deve realizzare un dipinto come compito scolastico e cerca senza troppo successo di pitturare Doraemon, che finisce per addormentarsi. Nobita decide di dipingergli la faccia con le tempere, dopodiché va da Shizuka e cerca invano di disegnarla. Poco dopo il ragazzo viene intercettato da Doraemon, che è arrabbiato per la marachella dell'amico e gli mostra l'accaduto con l'album dei ricordi, capace di mostrare la foto di cosa faceva una certa persona a una tale ora. Nobita e Doraemon intendono usare l'album per avere una foto di Shizuka da ritrarre, ma fanno comparire delle foto della ragazza nuda che, quando vede l'album, si arrabbia e picchia i due. Dopo aver usato il chiusky per far comparire una foto perduta dal padre, Nobita cerca di rifare il compito, ma non è soddisfatto di avere come modello Doraemon e tenta nuovamente di dipingergli la faccia. |                   |                   |

## Speciali
| Nº Ja | Nº It | Giapponese 「Kanji」 - Rōmaji - Traduzione letterale                               | In onda         | In onda  |
| Nº Ja | Nº It | Giapponese 「Kanji」 - Rōmaji - Traduzione letterale                               | Giapponese      | Italiano |
| S21   | -     | 「石器時代に集合!!」 - Sekki jidai ni shūgō!! – "Un re dell'età della pietra"      | 1º gennaio 1983 | inedito  |
| S22   | -     | 「三輪飛行機」 - Sanrinhikōki – "Il triciclo"                                      | 2 gennaio 1983  | inedito  |
| S23   | -     | 「ないしょごみすてホール」 - Naishi yogomisute hōru – "La sala dei rifiuti"        | 30 marzo 1983   | inedito  |
| S24   | -     | 「子ゾウのハナちゃん」 - Ko zō no Hana-chan – "L'elefante"                         | 30 marzo 1983   | inedito  |
| S25   | -     | 「ロビンソンクルーソーセット」 - Robinsonkurūsōsetto – "Il kit di Robinson Crusoe" | 12 agosto 1983  | inedito  |
| S26   | -     | 「さよならのび太」 - Sayonara Nobita – "Addio, Nobita!"                            | 12 agosto 1983  | inedito  |